# Butylowany hydroksytoluen
Butylowany hydroksytoluen, BHT, E321 – organiczny związek chemiczny z grupy fenoli. Jest przeciwutleniaczem zapobiegającym psuciu się produktów żywnościowych .
W temperaturze pokojowej BHT tworzy kryształki o barwie białej lub jasnożółtej. Może występować również w postaci jasnożółtego proszku. Ma słabo wyczuwalny zapach, zbliżony do zapachu fenolu. Jest nierozpuszczalny w wodzie, natomiast bardzo dobrze rozpuszcza się w toluenie. Jest również rozpuszczalny w metanolu, etanolu, izopropanolu, acetonie, benzenie, eterze naftowym i oleju lnianym. W olejach i tłuszczach występujących w żywności rozpuszcza się lepiej niż butylowany hydroksyanizol (BHA, inny przeciwutleniacz dodawany do żywności).
Może wywoływać wysypkę, pokrzywkę, rzadko duszność. W wysokim stężeniu wywołuje nowotwory u zwierząt laboratoryjnych, np. u szczurów i myszy, którym podawano BHT w dawce 25 mg/kg masy ciała, zaobserwowano powstawanie nowotworów wątroby. LD50 dla szczurów i myszy po podaniu drogą pokarmową wynosi ok. 1 g/kg masy ciała, a dla świnki morskiej 10,7 g/kg masy ciała. Natomiast z innych badań wynika, że BHT może hamować działanie innych rakotwórczych związków. W wielu krajach jest niedozwolony w produktach dla dzieci.

## Otrzymywanie
Butylowany hydroksytoluen otrzymuje się w reakcji p-krezolu z izobutylenem katalizowanej kwasem siarkowym.